# Pine Bush
Pine Bush est une localité de la région du Southland située dans l’Île du Sud de la Nouvelle-Zélande .

## Situation
Elle est située sur la berge est de la partie inférieure du fleuve Mataura.

## Accès
À partir de 1899 et jusqu’en 1966, la branche de Tokonui (en) du chemin de fer passait juste au sud de la ville de Pine Bush, avec une station dans la ville voisine de Titiroa .
D’autres villages proches comprennent  Waimahaka vers le sud, ‘Glenham’ et Mataura Island vers le nord et à travers le fleuve Mataura, la ville de Gorge Road vers l’ouest.